# Зелений Клин (Альшеєвський район)
Зелений Клин (рос. Зелёный Клин, башк. Зелёный Клин) — присілок у складі Альшеєвського району Башкортостану, Росія. Адміністративний центр Зеленоклинівської сільської ради.
До 10 вересня 2007 року присілок називався Зеленоклиновського отділення Кизильського совхоза.
Населення — 378 осіб (2010; 404 в 2002).
Національний склад:
- башкири — 67 %